# Cyclomia acontiaria
Cyclomia acontiaria là một loài bướm đêm trong họ Geometridae.